# Volkswagen Polo R WRC
O Volkswagen Polo R WRC é um carro de rali construído e operado pela Volkswagen Motorsport, projetado para disputar o Campeonato Mundial de Rali, baseado no modelo Volkswagen Polo. O carro fez sua estreia no início da temporada 2013 e foi construído de acordo com os regulamentos introduzidos pela FIA a partir da temporada 2011. O carro é alimentado por um motor turbo de 1.6 litros ao invés do motor 2 litros normalmente aspirado encontrado em carros da série Super 2000.
O Polo R WRC marca a segunda entrada da Volkswagen no Campeonato Mundial de Rali como fabricante. A equipe Volkswagen Motorsport havia participado anteriormente com os modelos Volkswagen Golf GTI e GTI 16V entre as temporadas de 1983 e 1988, com algum sucesso, incluindo seis pódios e uma vitória no 19º Rali da Costa do Marfim durante a temporada de 1987. A companhia também fez os modelos Volkswagen Golf Mk3 e Mk4 para participar do Grupo A entre as temporadas de 1993 e 1997, embora seu uso tenha sido limitado.
O carro foi extremamente bem sucedido em sua estreia. Sébastien Ogier e seu co-piloto, Julien Ingrassia, venceram as temporadas de 2013, 2014 2015 e 2016 do Campeonato Mundial, enquanto a equipe Volkswagen Motorsport garantiu o Campeonato de Construtores nos quatro anos.